# Секст Юлій Юл
Секст Ю́лій Юл (лат. Sextus Iulius Iullus; 460 до н. е. — після 424 до н. е.) — політичний і військовий діяч Римської республіки, військовий трибун з консульською владою 424 року до н. е.

## Життєпис
Походив з патриціанського роду Юліїв. Син Вопіска Юлія Юла, консула 473 року до н. е.
У 424 році до н. е. його було призначено призначається військовим трибуном з консульською владою разом з Аппієм Клавдієм Крассом Інрегілленом, Спурієм Навцієм Рутілом, Луцієм Сергієм Фіденатом. Спільно з колегами провів чудові Обітницькі ігри на честь перемир'я з еквами та Вейями. Секст Юлій постановив, що на наступний рік повинні обиратися консули з патриціїв (всупереч волі народних трибунів). 
Подальша доля Секста Юлія невідома.

## Родина
- Луцій Юлій Юл військовий трибун з консульською владою 403 до н. е.